# 恩熱

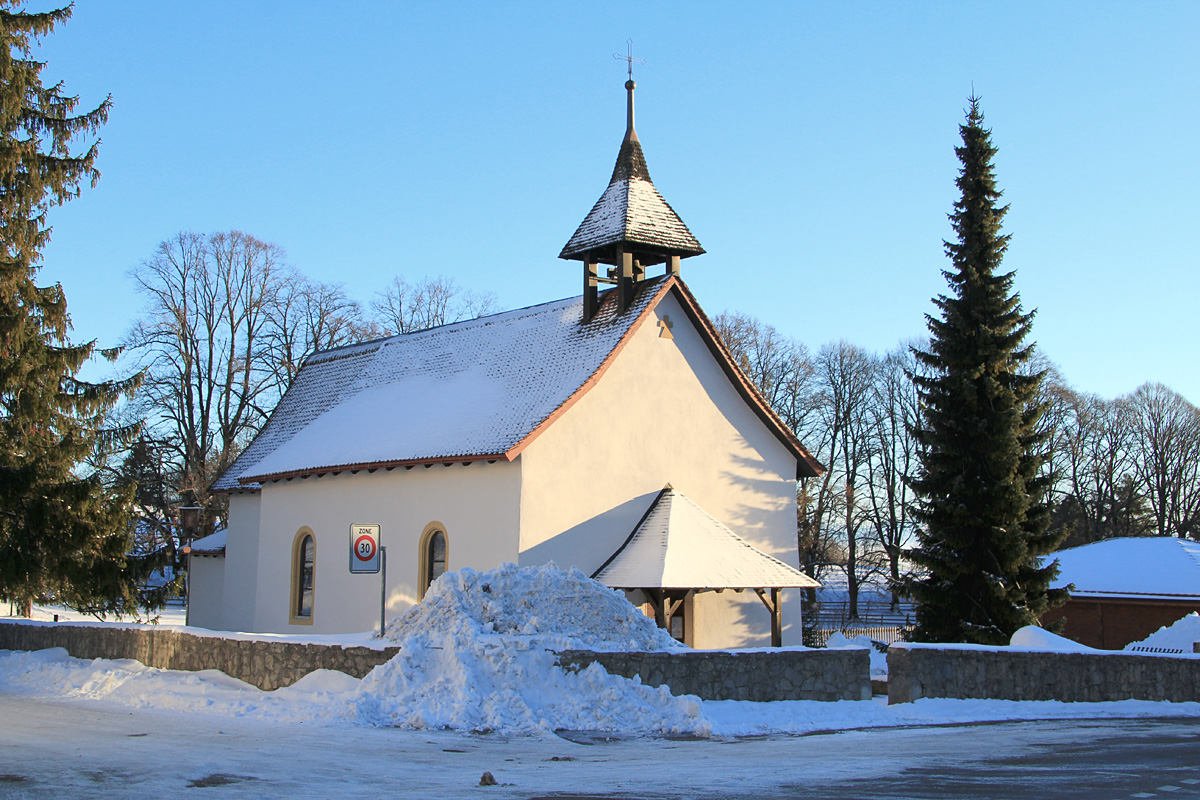

恩熱是瑞士的城鎮，位於該國西部，由納沙泰爾州負責管轄，面積9.59平方公里，海拔高度816米，2011年人口254，五成半人口信奉基督教，人口密度每平方公里26人。